# Bronisław Sołtys
Bronisław Marian Sołtys (ur. 1869 we Lwowie, zm. 26 września 1942 tamże) – polski rzeźbiarz związany ze Lwowem.
Od 1885 przez cztery lata uczył się we lwowskiej Szkole Przemysłowej, studiował na Wydziale Rzeźby pod kierunkiem Juliusza Bełtowskiego. W 1889 wyjechał do Wiednia i przez dwa lata uczęszczał do tamtejszej Akademii Sztuk Pięknych. Po powrocie do Lwowa został przyjęty do pracowni Piotra Harasimowicza, w 1894 otworzył własną pracownię przy ul. Żółkiewskiej 42a. Po roku przeniósł się do lokalu przy ulicy Piekarskiej 14. Bronisław Sołtys był zatrudniany do tworzenia monumentalnych dekoracyjnych rzeźb, współpracował z działającymi we Lwowie architektami m.in. Karelem Boublíkiem, Zygmuntem Kędzierskim, Julianem i Ludwikiem Cybulskimi. Tworzył w stylu neorokoko, a następnie w nawiązywał do secesji. Należał do lwowskiego Towarzystwa Murarzy, Cieśli, Kamieniarzy i Sztukatorów.

## Twórczość
- Wystrój rzeźbiarski Pałacu Władysława Łozińskiego (1895-1896) ul. Ossolińskich 3, Lwów
- Dekoracja rzeźbiarska kamienicy projektu Michała Kowalczuka (1896-1897) ul. Stryjska 5, Lwów
- Stiuki na fasadzie kamienicy projektu Michała Kowalczuka (1897) ul. Rzeźbiarska 5, Lwów
- Stiuki na fasadzie kamienicy projektu Jakuba Bałłabana (1897-1898) ul. Akademicka 28, Lwów (w tym samym budynku Bronisław Sołtys zaprojektował elementy wystroju wnętrz m.in. piece kaflowe, elementy metalowe tj. poręcze, uchwyty, klamki, okucia)
- Stiuki i płaskorzeźby na kamienicy projektu Juliana Cybulskiego (1898) ul. Akademicka 26, Lwów
- Stiuki i rzeźba Fryderyka Chopina na kamienicy projektu Karela Boublíka (1898) ul. Sykstuska 11, Lwów
- Dekoracja rzeźbiarska kamienicy projektu Juliana Cybulskiego i Jakuba Bałłabana (1898) ul. Pańska 43, Lwów
- Rzeźby Atlanta i Kariatydy na domu projektu Albina Zagórskiego (1898) ul. Piekarska 24, Lwów
- Rzeźby Atlantów na domu projektu Juliana Cybulskiego (1907) ul. Krzyżowa 38, Lwów
- Relief „Rycerz przed Grobem Bożym w Jerozolimie” na cokole pomnika Truszkowskich i Zakrejsów na Cmentarzu Łyczakowskim (1937).